# Piero Ravasenga

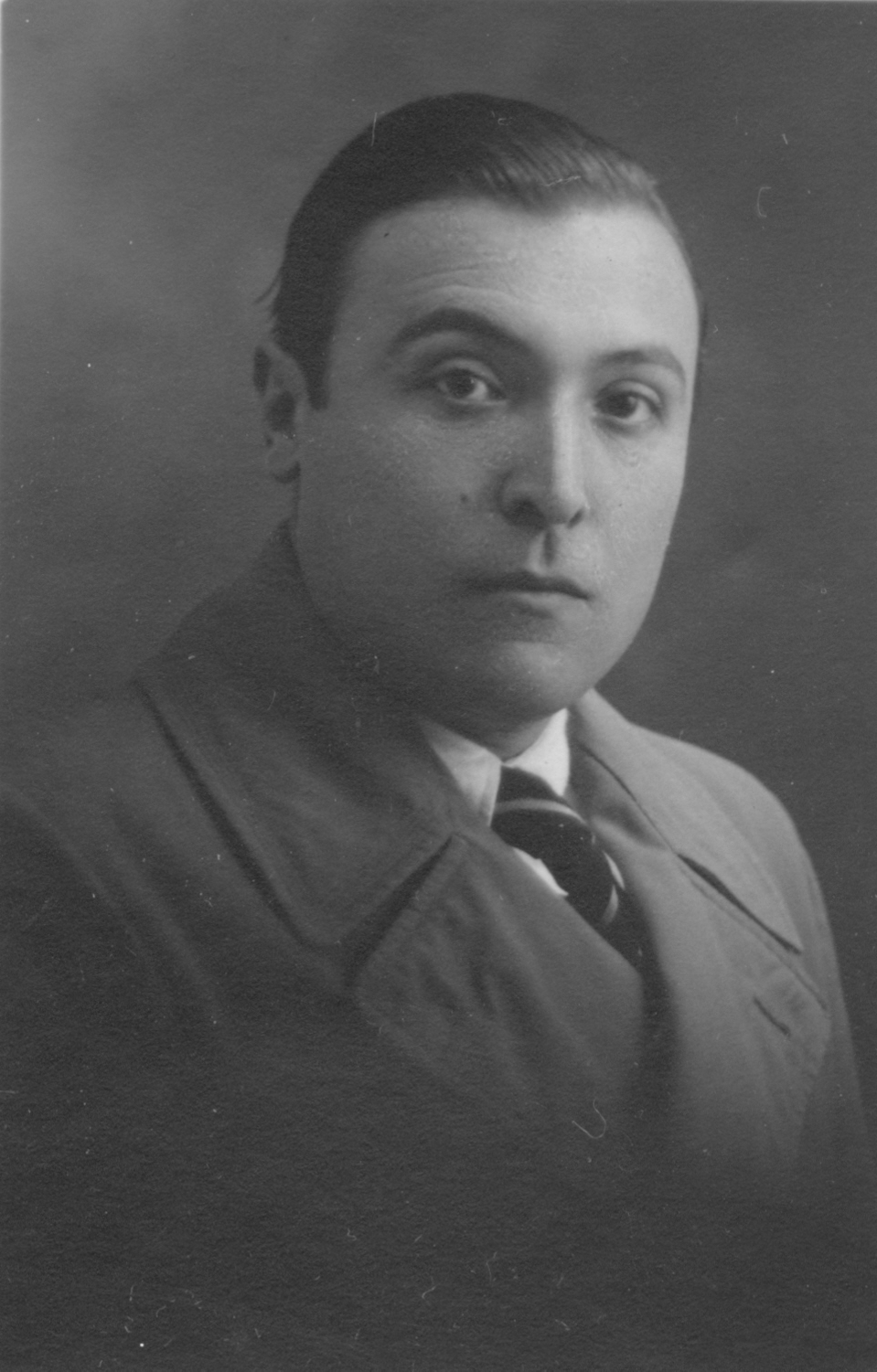
Piero Ravasenga

Piero Ravasenga (Borgo San Martino, 7 luglio 1907 – Alessandria, 31 marzo 1978) è stato un poeta, saggista e scrittore italiano.

## Biografia
Piero Ravasenga nasce a Borgo San Martino (Alessandria) il 7 luglio 1907, secondogenito di Francesco, medico condotto del paese, e di Agostina Vigliani, scrittrice e poetessa, virtuosa del pianoforte e animatrice nella sua casa durante i primi anni del Novecento di un vivace salotto culturale frequentato da parecchi poeti, scrittori e artisti come Guido Gozzano, Filippo Tommaso Marinetti, Francesco Pastonchi, Giuseppe Pelizza da Volpedo, Eugenio Colmo (Golia), Salvator Gotta.
Dai primi anni di vita, sia dalla madre sia dall'ambiente familiare viene indirizzato verso un percorso umano e culturale ben chiaro: studia nel Collegio Salesiano del suo paese, immergendosi immediatamente in letture che spaziano dagli autori italiani, ai francesi, ai tedeschi, ai russi moderni e contemporanei, ma il suo modello culturale è Gabriele D'Annunzio. A sedici anni ottiene la maturità; si iscrive all’Università di Genova, dove si laurea in Giurisprudenza nel 1927. A soli vent’anni è il più giovane avvocato d’Italia e come tale viene citato dalla Domenica del Corriere, che pubblica anche una sua foto. In realtà non eserciterà mai la professione, né vorrà essere chiamato avvocato: per lui stesso, e per tutti, dovrà essere per sempre solo scrittore e poeta.
Comincia a collaborare con diversi giornali locali; per il resto, grazie all’agiatezza della famiglia e alla madre che lo supporta economicamente in ogni circostanza, passa senza problemi il suo tempo tra amici, amori, osterie, bordelli e cascine del Monferrato, iniziando a finalizzare in opere letterarie la sua ispirazione artistica e poetica. A ventitré anni, nel 1930, dà alle stampe il suo primo libro di racconti, Morte della Sensitiva, che viene pubblicato dalle Edizioni Fratelli Buratti di Torino nella collana Scrittori Contemporanei, in cui già appaiono scrittori e poeti già affermati come Corrado Alvaro, Eugenio Montale, Camillo Sbarbaro, Giovanni Comisso.

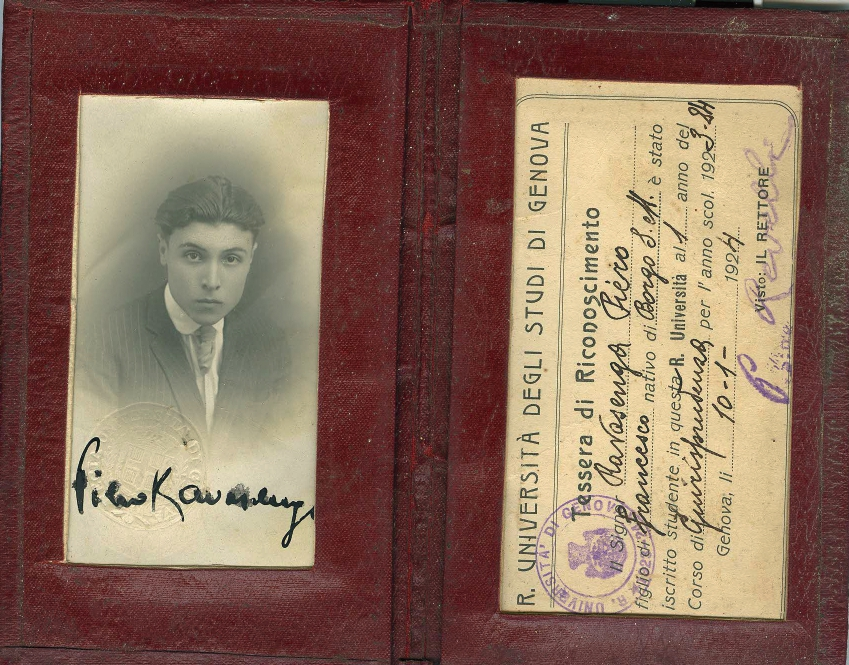
Piero Ravasenga, poeta e scrittore

La morte della madre, nel 1931, è un evento che non dimenticherà mai, e che rifiuta: inizia umanamente a perdersi peggiorando la sua situazione morale ed economica, e non riuscirà più a trovare per tutta la vita un equilibrio che gli consenta di vivere serenamente.
Nel 1933 esce il suo secondo libro di racconti, Memorie di Primavera, in cui la dedica “A mia madre muta” chiarisce ancora quel vincolo indistruttibile che lo legherà per sempre a lei.
Negli anni ’30 prosegue la sua vita sregolata e senza limiti, continua comunque a scrivere poesie, racconti e saggi, collaborando con riviste e giornali nazionali come ad esempio Critica Fascista, Il Giornale d’Italia, Poeti d’oggi. Nel 1935 è volontario in Africa Orientale, passando tre mesi in prima linea con la Milizia Volontaria Sicurezza Nazionale; ma questa esperienza lo porta rapidamente all’abbandono della fede fascista e alla critica verso il regime e Mussolini, che ritroveremo puntuale e ironica in diverse sue opere, come ad esempio il postumo Roma Divina. Si fa ricoverare in ospedale e viene rimandato in Italia; trova un impiego presso “La Vigile” di Torino (destinata a diventare l’INAIL), ma questo lavoro, come altri che troverà o gli verranno trovati, dura poco: il suo spirito libero e insofferente lo porta a non sopportare l’orario d’ufficio, e a preferire la fame ai vincoli di qualsiasi genere.
E intanto continua una vita dissoluta, povera, errabonda, insicura, che lentamente inizia a intaccare la sua salute e a portargli quei danni a fegato e polmoni che lo accompagneranno per sempre; vita, ricca solo della forza che gli proviene dal suo mondo, dalla sua terra, dalle sue colline del Monferrato che sono per lui fonte continua di ispirazione, insieme all’attento  studio dell’ambiente e delle persone che incontra.
Nel 1939 è a Roma, dove il gerarca Ezio Maria Gray, marito della cugina di sua madre, la scrittrice Corinna Gray Ubertis (Teresah) gli ha trovato un lavoro presso il Ministero della Cultura Popolare (che peraltro dura solo tre mesi, data l’insofferenza del Ravasenga per qualsiasi costrizione, tanto da non ritirare neppure lo stipendio, preferendo frequentare artisti come Omiccioli, Monachesi, Bontempelli, e soprattutto le bettole romane). Scrive in questo periodo su Maestrale e il Meridiano di Roma; rientrato alla fine del ’44 ad Alessandria, fonda, dirige, edita, distribuisce da solo a Torino una rivista letteraria di carattere filosofico, incentrata sul credo panteistico di Giordano Bruno; dopo il primo numero rinuncia però a proseguire, e completamente senza denaro finge una conversione religiosa e si ritira nel 1947 nel convento dei Cappuccini di Viterbo. Nel 1949 lo troviamo minatore nella Val Chisone, quindi torna a Torino, s’improvvisa uomo di fatica e poi portinaio, diviso sempre tra osteria, mensa dei poveri, dormitori pubblici o addirittura panchine: è un vero e proprio “maudit” che fa la vita che coscientemente ha scelto per sé stesso, anche se a caro prezzo, come scriverà nei suoi lavori del periodo più fervido, a partire dagli anni ’50 fino quasi alla morte. Comincia qui un periodo in cui l’aiuto della sorella maggiore gli consente di vivere, anche se stentatamente, e di curarsi: prima all’Ospizio di Casale Monferrato, poi in camere d’affitto, dove tra i più sfortunati può comunque rivendicare la sua indipendenza. Scrive molto, poesie, racconti, guide di viaggio sul Monferrato, saggi critici su Dante e la Divina Commedia; romanzi, alcuni dei quali trovano spazio e pubblicazione, come Magnolie per Siglinda – dove si rivela la sua originale ispirazione poetica, per cui la vita comunque si perpetua; le cose che devono accadere accadono comunque, e il tempo è considerato un fatto incidentale – con cui vince il Premio Letterario Ceppo nel 1967, e soprattutto Le nevi di una Volta, che viene pubblicato da Vallecchi nella collana Nuovi Narratori, diretta da Cesare Garboli e Geno Pampaloni.  A questo punto l’apprezzamento dell’ambiente letterario e della critica comincia finalmente a farsi sentire: tra i suoi maggiori estimatori Dino Buzzati, Gianna Manzini, Mario Soldati, che racconta un mancato incontro con lui nel suo libro “Un prato di Papaveri”.
Ma oramai è tardi; continua a bere, mangia quello che capita, dorme nei fienili: sempre più minato nel fisico, con l’aiuto della sorella si ritira nel 1972 in una casa di riposo a Novalesa (Alessandria); scrive continuamente, ma non riesce a pubblicare le numerose opere che ha scritto negli ultimi anni, tra cui un monumentale commento critico alla Divina Commedia. Passa poi in altre case di riposo, fino a quando, malato di tubercolosi, si spegne nel marzo 1978 nell’Ospedale Borsalino di Alessandria. Di lui non si saprà più nulla per quasi trent’anni, fino a quando, all’inizio degli anni 2000, la nuova edizione di “Le nevi di una volta”, ma soprattutto la riproposizione di Sacramentale dopo più di sessant’anni e la pubblicazione di Roma Divina lo riporteranno all’attenzione del pubblico e della critica.

## Opere edite

### Narrativa
- Morte della Sensitiva, Fratelli Buratti, 1930
- Memorie di Primavera, La Goletta, 1933
- Diòniso, Edoardo Grasso, 1933
- Magnolie per Siglinda, Il Milione 1963
- Le nevi di una volta, Vallecchi 1964
- Roma divina, Stampa Alternativa 2001
- Le nevi di una Volta + Sacramentale, Interlinea 2003

### Poesia
- Antologia di poeti veri, Ferrari Occella 1963
- Io non valgo quest’ombra di foglia…, Capella s.d.

### Saggistica
- Invito nel Monferrato, Milano & C., 1957
- Il Monferrato e i suoi castelli, Ferrari Occella 1958

## Intitolazioni
- In collaborazione con il Comune di Casale Monferrato, è stato fondato nel 1988 il “Circolo Culturale Piero Ravasenga, che ha organizzato 21 edizioni del “Premio Letterario Piero Ravasenga”, ed è tuttora fortemente attivo nell’organizzazione di mostre d'arte, serate di poesia e musica, conferenze, presentazioni di libri, concorsi letterari.
- Il cantautore monferrino Mario Saldì ha dedicato allo scrittore una Ballata per Piero Ravasenga.
- La città di Casale Monferrato ha intitolato una sua via a Piero Ravasenga.